# 鹽野七生
塩野七生（日語：しおの ななみ，1937年7月7日—）是日本作家，出生在東京府東京市瀧野川區（現東京都北區）。塩野七生畢業於學習院大學文學部哲學科，1963年至1968年遊學義大利，歸國後在雜誌「中央公論」發表《文藝復興的女人們》，1970年移居義大利，作品以義大利為中心的古代至近代的歷史，代表作為《羅馬人的故事》。

## 作品
- 《文藝復興的女人們》（1969年）
- 《凱撒波吉耳抑或優雅的冷酷》（1970年）
- 《海都物語》（上・下卷，1980年）
- 《君士坦丁堡的陷落》（1983年）
- 《羅得斯島攻防記》（1985年）
- 《我的朋友馬基維利─佛羅倫斯的興亡》（1987年）
- 《勒潘多海戰》（1987年）
- 《馬基維利語錄》（1992年）
- 《羅馬人的故事》（全15卷，1992年─2006年）
- 《羅馬滅亡後的地中海世界》（上・下卷，2008年─2009年）
- 《十字軍物語》（全4卷，2011年─2012年）
- 《希腊人的故事》（全3卷，2015年─2017年）

## 榮譽
- 1970年 第24回每日出版文化奖（文学・芸術部門） 『チェーザレ・ボルジアあるいは優雅なる冷酷』
- 1981年 三得利學藝獎（思想・歴史部門） 『海の都の物語』
- 1982年 第30回菊池寬獎
- 1988年 第27回女流文学獎 『わが友マキアヴェッリ フィレンツェ存亡』
- 1993年 第6回新潮學藝獎 『ローマ人の物語Ⅰ ローマは一日にしてならず』
- 1999年 第2回司馬遼太郎獎
- 2000年 義大利功労勲章（グランデ・ウッフィチャーレ章）
- 2001年 土木学会出版文化獎 『すべての道はローマに通ず　ローマ人の物語Ⅹ』
- 2005年 紫綬褒章
- 2006年 第41回書店新風獎 『ローマ人の物語　（全巻）』
- 2007年 文化功勞者